# جمهورية الصين (1912–1949)
جمهورية الصين (الصينية التقليدية:中華民國) (الصينية المبسطة:中华民国) هي جمهورية صينية سابقة مستقلة ضمن بر الصين الرئيسي في الفترة بين عام 1912 وعام 1949، أسست بعد الإطاحة بالنظام الإمبراطوري الصيني في ثورة شينهاي، وانتهت سنة 1949 على يد الشيوعيين، انتقلت عاصمة إدارة الحكم من نانجينغ إلى تايبيه التايوانية. أُسست الجمهورية الصينية في يناير 1912 بعد، التي أسقطت مملكة تشينغ، وهي آخر أسرة حاكمة إمبرطورية في الصين. تقلَّد سون يات سين منصب الرئيس لفترة وجيزة قبل تسليم المنصب إلى يوان شيكاي، قائد جيش المحيط الشمالي. فاز حزب الكومينتانغ -وهو حزب سون الذي قاده سونغ جياو رين بعد ذلك- بالانتخابات البرلمانية المقامة في ديسمبر من عام 1912. اغتيل سونغ على إثر أوامر من يوان بعد فترة قصيرة من الانتخابات، وسيطر جيش المحيط الشمالي سيطرةً كاملة على الحكومة. أعلن يوان نفسه إمبراطورًا للصين في الفترة بين 1915 وبدايات 1916، لكنه سرعان ما تنازل عن هذا بسبب اضطراباتٍ شعبيةٍ عارمة. أُضعفت سلطة حكومة المحيط الشمالي بشكل أكبر بعد استعادة مملكة تشينغ للحكم مؤقتًا. تبنت زُمر في جيش المحيط الشمالي مبدأ الحكم الذاتي وتصارعت فيما بينها خلال عصر أمراء الحرب.
في عام 1921، أسس حزب الكومينتانغ حكومة منافسة في مدينة كانتون، بدعم من الحزب الشيوعي الصيني الناشئ. انهار اقتصاد شمال الصين في الفترة بين 1927 و1928، وذلك بسبب إرهاقه بالضرائب لدعم مغامرية أمراء الحرب. شن الجنرال شيانج كاي شيك -الذي أصبح زعيمًا لحزب الكومينتانغ عقب موت سون- الحملة الشمالية في 1926 للتخلص من حكومة المحيط الشمالي، وانتهت في عام 1928. أسس شيانج حكومة قومية في مدينة نانجينغ، وقتل عددًا كبيرًا من الشيوعيين في شانغهاي. أجبرت هذه الحادثة الأخيرة الشيوعيين على التوجه إلى الثورة المسلحة، ما تسبب في اندلاع الحرب الأهلية الصينية.
شهدت الصين عصرًا من التصنيع والحداثة ولكنها عانت من نزاعاتٍ بين كل من الحكومة القومية في نانجينغ والحزب الشيوعي الصيني وأمراء الحرب المتبقين والإمبراطورية اليابانية. توقفت المساعي لبناء البلاد، من أجل مقاومة الحرب اليابانية الصينية الثانية، وذلك عندما شن جيش اليابان الإمبراطوري اعتداءً على اليابان في 1937 وتحول بعدها إلى غزوٍ شامل. في عام 1946، استُؤنفت الحرب الأهلية بين حزب الكومينتانغ والحزب الشيوعي الصيني، ما أدى إلى إقرار دستور جمهورية الصين لعام 1946 واعتباره القانون الأساسي للجمهورية بدلًا عن القانون التنظيمي لعام 1928. عند اقتراب نهاية الحرب الأهلية في عام 1949، أسس الحزب الشيوعي الصيني جمهورية الصين الشعبية، طاردين الحكومة القومية في بر الصين الرئيسي، ما أجبر القوميين على نقل عاصمتهم من مدينة نانجينغ إلى مدينة تايبيه والتحكم بمنطقة تايوان فقط بعد عام 1949.

## الأسماء
الاسم الرسمي للدولة الواقعة في بر الصين الرئيسي هو «جمهورية الصين»، لكنها عُرفت بأسماء عدة طيلة فترة وجودها. بعد تأسيس جمهورية الصين بفترة وجيزة، استعملت الحكومة الصيغة القصيرة «الصين» Zhōngguó (中國)) للإشارة إلى نفسها؛ة، إذ اشتُقت الكلمة «الصين» من كلمة «zhōng» والتي تعني «مركزي» أو «الوسط» وكلمة «guó» والتي تعني «دولة» أو «دولة قومية»، وهو مصطلح ظهر تحت سلطة سلالة زو الحاكمة للإشارة إلى أراضيها الملكية، وأُطلق الاسم بعد ذلك على كل من المنطقة المحيطة بمدينة لو يي (تُعرف حاليًا باسم لويانغ) خلال حقبة زو الشرقية وعلى السهل المركزي للصين قبل أن يُستعمل مُرادفًا لاسم الدولة خلال عصر سيطرة سلالة تشينغ الحاكمة. استخدمت جمهورية الصين مصطلح «الصين الجمهورية» و«الحقبة الجمهورية» للإشارة إلى نفسها، و«حكومة المحيط الشمالي» (من 1912 إلى 1928)، و«الحكومة القومية» (من1928 إلى 1947).

## الاقتصاد
لم يكن اقتصاد جمهورية الصين مستقرًا خلال السنوات الأولى من تأسيسها؛ وذلك بسبب معاناتها من حروبٍ مستمرة بين أقطاب مختلفة من أمراء الحرب في المنطقة. عانت حكومة المحيط الشمالي في بكين من تغييرات مستمرة في قيادتها، وأدى عدم الاستقرار السياسي هذا إلى ركود في النمو الاقتصادي الذي استمر حتى إعادة توحيد الصين تحت حكم الكومينتانغ في عام 1928. نعمت الصين بعد إعادة توحيدها بفترة من الاستقرار الاقتصادي النسبي، مع استمرار الصراعات العسكرية المنفصلة والعنف الياباني في شاندونغ ومنشوريا في عام 1931 وأُطلق على هذه الفترة اسم «عقد نانجينغ».
نمت الصناعات الصينية بشكلٍ ملحوظ في الفترة بين 1928 و1931. على الرغم من الضربة التي تعرض لها الاقتصاد نتيجةً للاحتلال الياباني لمنطقة منشوريا في 1931 وحصول الكساد العظيم من 1931 إلى 1935، فقد تعافى الإنتاج الصناعي وعاد لمستواه السابق بحلول عام 1936. يتجلى هذا في الاتجاهات السائدة لإجمالي الناتج المحلي الصيني؛ إذ وصل إجمالي الناتج المحلي للصين لذروته عند 28.8 مليار في سنة 1932، قبل أن يهوي إلى 21.3 مليار بحلول عام 1934، وتعافى بعد ذلك واصلًا إلى 23.7 مليار بحلول عام 1935. بلغ مجموع الأموال الأجنبية المستثمرَة في الصين إلى 3.5 مليار في عام 1930، إذ تصدرت اليابان سباق الاستثمار في الصين بمجموع 1.4، مليار وتلتها المملكة المتحدة بمليار واحد.
تلقى الاقتصاد الزراعي ضربةً قوية بسبب الكساد الكبير في ثلاثينيات القرن العشرين؛ إذ أدى الإنتاج الزائد للمحاصيل الزراعية إلى هبوط الأسعار في الصين وزيادةٍ في الاستيرادات الأجنبية (إذ أُلقيت المحاصيل الزراعية المُنتجَة في الدول الغربية في الصين). بلغ مجموع استيرادات الصين من الرز 21 مليون بوشل في عام 1931 مقارنة بقيمة 12 مليون بوشل في 1928. في عام 1932، بلغ مجموع استيرادات الذرة 15 مليون بوشل مقارنة بقيمة 900,000 بوشل في 1928. قاد هذا التنافس المتزايد إلى هبوط حاد في أسعار المحاصيل الزراعية الصينية، ما انعكس على دخول المزارعين في المناطق الريفية. في عام 1932، كانت أسعار المحاصيل الزراعية عند 41% من مستوياتها السابقة في عام 1921. بحلول عام 1934، هبطت دخول المزارعين الريفيين في بعض المناطق إلى 57% من مستوياتها السابقة في عام 1931.
غزت اليابان الصين في عام 1937 وأدت الحروب المترتبة على هذا الغزو إلى دمارٍ واسعٍ فيها. احتل اليابانيون معظم الساحل الشرقي المُزدهر، وارتكبوا مجازر وحشية مثل مذبحة نانجينغ. قتل فيها اليابانيون نحو 200,000 من المدنيين في شهر واحد خلال حملتهم لدحر العصابات في 1942. قُدّر عدد الأشخاص الذين قُتلوا في هذه الحرب بين 20 إلى 25 مليون صيني، ودُمر كل الذي بناه شيانج في العقد المنصرم. أُعيق تطور الصناعات بشكل كبير بعد الحرب بسبب الصراعات الأهلية المروعة وتدفق السلع الأمريكية الرخيصة. في عام 1946، عملت الصناعات الصينية بنحو 20% من كفاءتها وأنتجت 25% من مجموع إنتاجها السابق قبل نشوب الحرب.
كان هناك تأثيرٌ واحد للحرب مع اليابان، وهو زيادة هائلة في سيطرة الدولة على الصناعات. في عام 1936، شكل إنتاج الصناعات التي تملكها الدولة 15% فقط من إجمالي الناتج المحلي. سيطرت حكومة جمهورية الصين على العديد من الصناعات لمجابهة الحرب. في عام 1938، أسست جمهورية الصين هيئة مختصة بالصناعات والمناجم للإشراف على المنشآت والسيطرة عليها، وفرض الرقابة على الأسعار. امتلكت الحكومة 70% من الصناعة الصينية بحلول عام 1942.
عقب الحرب مع اليابان، استرد تشيانج تايوان من اليابان وجدد صراعه مع الشيوعيين. تسبب الفسادُ المستشري بحزب الكومينتانغ والتضخمُ المفرط -الناتج عن محاولة مقاومة الحرب الأهلية- إلى اضطراب في عموم الجمهورية مصحوب بتعاطف مع الشيوعيين. بالإضافة إلى هذا، وعد الشيوعيون بإعادة توزيع الأراضي، ما أكسبهم دعمًا قويًا من قبل المجتمع الريفي الكبير. استولى الشيوعيون على بكين في 1949 وعلى نانجينغ في وقت لاحق. فأُعلن عن تأسيس جمهورية الصين الشعبية في 1 أكتوبر من عام 1949، ونُقلت الجمهورية الصينية إلى تايوان، بعدما أرست اليابان أساسًا تعليميًا فيها.